# Меггау, Леонард Хельфрид фон
Граф Леонард Хельфрид фон Меггау (нем. Leonhard Helfried von Meggau; 1577, Бад-Кройцен — 23 апреля 1644, Грайн) — австрийский государственный деятель.

## Биография
Сын барона Фердинанда Хельфрида фон Меггау и Сусанны Вероники фон Харрах.
Старинная семья Меггау происходила из Мейсена и служила Габсбургам со времен императора Максимилиана I.
После окончания заграничной учебы барон фон Меггау был принят ко двору эрцгерцога Максимилиана и 1595 году сопровождал его в венгерской кампании. В 1596 году он стал казначеем эрцгерцога Матиаса, в 1600 году имперским советником и полковым советником Нижней Австрии, в конце 1607 года стал тайным советником, главным камергером и главным управляющим эрцгерцога Матиаса, особым доверием которого он к тому времени пользовался. В 1610 году он представлял эрцгерцога на Пражском княжеском съезде. Должность главного камергера и главного управляющего была в 1613 году передана графу Фридриху IV фон Фюрстенбергу, после смерти которого в августе 1617 Меггау получил ее обратно. Находился во главе императорского двора до самой смерти Матиаса.
Фердинанд II первоначально ограничил его постами камергера и тайного советника, но в 1621 году назначил штатгальтером Австрии ниже Энса (Statthalter von Österreich unter der Enns), главным камергером в 1624 году, а в 1626 году графом и потомственным ландгофмейстером в Верхней Австрии. После смерти императора удалился в свои поместья. Через некоторое время Фердинанд III 2 апреля 1637 сделал его тайным советником, а позднее назначил «директором» императрицы и ее детей.
В 1622 году пожалован Филиппом IV в рыцари ордена Золотого руна.
Около 1630 года граф Меггау возглавил одну из четырех придворных группировок, боровшихся за влияние при дворе. Был одним из противников Валленштейна.
Во время своего пребывания в должности он часто направлялся в посольства. На государственные дела он не имел большого влияния, и в 1614 году венецианский посол сообщил, что граф мало в них разбирается и думает только о том, чтобы обогатиться. В 1626 году он приобрел у Рудольфа Шпринценштайна поместье и замок Грайнбург, которые великолепно украсил. Использовал свое положение для обогащения и нажился, в частности, на конфискациях после подавления восстания в Богемии. Ему принадлежали владения Бург Кройцен, Рабштейн, Руттенштейн, Грейн, Фрайштадт, Майдбург, Швертберг, Виндегг, Понегген и Харт. Часть своего состояния потратил на благотворительность.

## Семья
1-я жена (26.01.1598): Сусанна Куэн и Беласи (1578—1628), дочь барона Рудольфа Куэна фон Беласи и баронессы Магдольны Пальфи
Дети:
- Графиня Франциска (38.10.1609—22.09.1676). Муж (1627): граф Яхим Ольдржих Славата из Хлума и Косумберка
- Графиня Анна Мария (1610—3.05.1698). Муж (1632): граф Сигизмунд Людвиг фон Дитрихштейн (ок. 1600—1653)
- Графиня Сусанна (1615—19.02.1662). Муж (13.03.1631): граф Генрих Вильгельм фон Штаремберг (1593—1675)
- Графиня Элизабет (ум. 18.04.1684). Муж (1628): граф Фридрих Кавриани (1597—1662)

2-я жена: графиня Поликсена фон Лейнинген-Дагсбург (1617–8.01.1668), дочь графа Иоганна Людвига фон Лейнинген-Дагсбург-Фалькенбург и графини Марии Барбары фон Зульц. Была замужем еще три раза: за графом Иоганном Кристофом фон Пуххеймом, Иоганном Кристофом фон Шерфенбергом и графом Карлом Фридрихом фон Дауном